# Трактир на П'ятницькій
«Трактир на П'ятницькій» (рос. «Трактир на Пятницкой») — радянський художній фільм 1978 року. Екранізація однойменного твору  Миколи Леонова. Картина стала лідером прокату 1978 року в СРСР (5-е місце), її подивилися 54.1 мільйонів глядачів.

## Сюжет
1920-ті роки, епоха НЕПу. Кращі кадри Московського карного розшуку було залучено до операції з ліквідації банди злочинців-рецидивістів на чолі з Ігорем Рибіним на прізвисько «Сірий», що базується в трактирі на П'ятницькій вулиці. Бандити чинять розбої, грабежі та вбивства. Їхньою жертвою стає, зокрема, старий більшовик Олександр Фалін, що допомагає міліції.
Співробітник Московського карного розшуку Микола Панін (Віктор Перевалов) впроваджується в банду, влаштувавшись офіціантом (представившись господині її втраченим зведеним братом), тепер він «Рудий». Але тут відбувається несподіване — з табору втікає бандит, під ім'ям якого він і увійшов…
Паралельно розвивається любовна лінія «Пашки-Америки» (відомого базарного кишенькового злодія) і приїжджої з села Олени, яку він виручив у важку хвилину.
Керує бандою господиня трактиру разом зі своїм нареченим Сірим. Вони стурбовані, оскільки помічають витік інформації. Сірий вимагає від Пашки-Америки допомогти встановити міліцейського інформатора. За це береться кримінальний партнер Сірого Михайло Лавров на прізвисько «Француз», що володіє великим інтелектом і дедуктивними здібностями. Під підозрою опиняються кілька людей, в тому числі офіціант Рудий, завсідник трактиру Гремін, сам Француз і Михайло Рюмін на прізвисько «Циган» — колишній соратник Француза з боїв Першої світової і колишній білий офіцер, який не встиг втекти з Криму при евакуації врангелівської армії («Останній пароплав до Константинополю пішов без мене» — каже він при зустрічі з Французом).
Поступово коло звужується: або Француз, або Циган. Пружиною дії стає виявлення впровадженого агента. Сірий «вірить Цигану серцем, а Французу головою» і не може визначитися. З'ясовується, що бандитський агент є і в таборі міліціонерів. Начальник карного розшуку Клімов підозрює свого заступника Зайцева, дворянина за походженням і колишнього співробітника царської поліції. Однак доказів він не має. По ходу фільму з'ясовується, що Клімов помиляється: справжній агент — не Зайцев, а Ваня Шльонов, колишній махновець і давній спільник господині трактиру, що знаходиться поза підозрою.
Тим часом Француз виявляє агента Рудого, але Пашка-Америка попереджає його, і Панін встигає піти. У трактирі на П'ятницькій з'являється міліція. Французу вдається скомпрометувати Цигана і запевнити Сірого, що той служить в карному розшуку. Цигана беруть в заручники.
Банда намагається сховатися. Тим часом у Шльонова здають нерви і він накладає на себе руки прямо в будівлі Московського карного розшуку. Шокований Клімов вибачається перед Зайцевим.
Підвал, де сховалися бандити, оточений міліцією. Сірий відмовляється здатися і гине в перестрілці з Клімовим. Решта бандитів заарештовані. З'ясовується, що агент карного розшуку — не Рюмін-Циган, а Лавров-Француз — колишній царський офіцер, що на відміну від Рюміна став більшовиком і командиром Червоної армії, а потім перейшов на службу в міліцію.
У фіналі Пашка-Америка з Оленою їдуть до неї в село.

## У ролях
- Геннадій Корольков —  Клімов Василь Васильович, начальник міліції
- Тамара Сьоміна —  Ірина Василівна Холміна, господиня трактиру
- Костянтин Григор'єв —  «Сірий», Ігор Рибін, ватажок банди
- Лев Пригунов —  «Француз», Михайло Лавров, колишній прапорщик
- Микола Єременко —  «Циган» — «Мішель», князь Михайло Миколайович Рюмін, колишній прапорщик
- Віктор Перевалов —  Микола Панін, офіціант «Рудий» (чекіст)
- Олександр Галибін —  «Пашка-Америка», Павло Іванович Антонов, кишеньковий злодій
- Марина Дюжева —  Оленка, подруга Павла
- Лариса Єрьоміна —  Варвара Сергіївна, співачка
- Гліб Стриженов —  Гремін Володимир Сергійович, музикант в трактирі, дворянин, колишній штабс-капітан
- Юрій Назаров —  Іван Шльонов
- Юрій Волков —  Олександр Петрович Калугін, старий міліціонер
- Ігор Васильєв —  Сергій Миколайович Зайцев, слідчий
- Олексій Панькин —  «Свисток»
- Юрій Потьомкін —  «Хват»
- Анатолій Ведьонкин —  Вітун, міліціонер
- Володимир Дружников —  Волохов Петро Петрович
- Володимир Приходько —  Митрич, бандит-трактирник
- Віктор Косих —  Льонька, бандит

## Знімальна група
- Сценарій:  Микола Леонов
- Постановка:  Олександр Файнциммер
- Оператори-постановники:  Сергій Вронський,  Всеволод Симаков
- Художник-постановник:  Вадим Кислих
- Композитор:  Андрій Ешпай
- Звукооператор: Марк Бронштейн
- Диригент:  Емін Хачатурян